# Szanan Vjacseszlavovics Szjugirov
Szanan Vjacseszlavovics Szjugirov (oroszul: Санан Вячеславович Сюгиров; Eliszta, 1993. január 31. –) kalmük származású orosz sakknagymester, aki 2023 augusztusától Magyarországot képviseli. Korosztályos Európa- és világbajnok, Európa-bajnoki bronzérmes. A 2024-es budapesti sakkolimpián a magyar csapat tagja.

## Sakkpályafutása
Szjugirov 2003-ban U10-es, 2007-ben pedig U14-es kategóriában lett ifjúsági világbajnok. Az ifjúsági sakk-Európa-bajnokságon 2004-ben és 2005-ben az U12-es, 2007-ben pedig az U14-es korosztályban nyert. 2008-ban Szjugirov megnyerte az orosz U20-as bajnokságot és a májusi Első szombat nagymesteri tornát Budapesten.  
2009-ben bejutott az Orosz Sakkbajnokság szuperdöntőjébe, ahol ő volt a legfiatalabb résztvevő. 9 meccsen 3 pontot szerzett. A 2010-es hanti-manszijszki sakkolimpián Oroszország D csapatában szerepelt az első táblán, ahol többek között Magnus Carlsent is legyőzte. A 2010-es junior sakkvilágbajnokságon holtversenyben az első helyen végzett Dmitrij Andrejkinnel, de a rájátszásban veszített, így második lett.
Szjugirov holtversenyben ezüstérmet szerzett a 2011-es varsói rapidsakk-Európa-bajnokságon. 2012-ben megnyerte a Casino de Barcelona körmérkőzéses tornát Barcelonában, 7 pontot szerezve a 9-ből.
2013-ban Szjugirov megnyerte rájátszásban a 29. Cappelle-la-Grande Opent. 2014-ben megnyerte a Lev Polugajevszkij-emlékversenyt Szamarában, valamint a katowicei egyetemi sakkvilágbajnokságot. Ugyanebben az évben negyedik lett a Qatar Masters Openen, Jü Jang-ji, Anish Giri és Vlagyimir Kramnyik mögött.
2015 augusztusában 11-ből 9½ ponttal megnyerte az Abu Dhabi Blitz tornát. 2015 októberében megnyerte az 1. Európai Egyetemi Sakkbajnokságot Jerevánban.  Két hónappal később részt vett a 2. Qatar Masters Openen, ahol Vlagyimir Kramnyikkal, Szergej Karjakinnal, Ni Huával és Vaszil Ivancsukkal holtversenyben a harmadik helyen végzett, majd 5. lett a rájátszás után.
2016 márciusában Szjugirov holtversenyben a 3–10. helyen végzett az Aeroflot Openen, és a negyedik lett a rájátszás után. A következő évben az 1–2. helyen végzett Danyiil Dubovval az orosz felső ligában Szocsiban, a rájátszást elvesztette. A 2018-as sakk-Európa-bajnokságon bronzérmes lett.
2022 márciusában megnyerte a belgrádi körmérkőzéses tornát. Ugyanebben az évben ismét bejutott az orosz sakkbajnokság szuperdöntőjébe, ahol 2. lett a győztes Danyiil Dubovval egyenlő pontszámot elérve.

## Fordítás
Ez a szócikk részben vagy egészben  a   Sanan Sjugirov című angol Wikipédia-szócikk fordításán alapul.  Az eredeti cikk szerkesztőit annak laptörténete sorolja fel. Ez a jelzés csupán a megfogalmazás eredetét és a szerzői jogokat jelzi, nem szolgál a cikkben szereplő információk forrásmegjelöléseként.